# Giacomo Sanna
Giacomo Sanna (Sassari, 9 febbraio 1949) è un politico italiano.
È stato Presidente Nazionale del Partito Sardo d'Azione.

## Biografia
Dal 1980 al 1990 è stato eletto nel Consiglio Provinciale di Sassari. Nel 1990 viene eletto Presidente della Provincia, carica che mantiene fino al 1994, anno in cui viene per la prima volta eletto Consigliere della Regione Sardegna. Nella prima giunta di centrosinistra, con presidente Federico Palomba, viene nominato Assessore ai Trasporti.
Nel Luglio del 2000 viene eletto Segretario Nazionale del Partito Sardo d'Azione. Nel dicembre del 2006, lasciata la carica di Segretario, viene eletto Presidente Nazionale.      È stato capogruppo del Partito Sardo d'Azione in Consiglio Regionale.
È componente della IV Commissione permanente e della Giunta delle Elezioni dal 14 maggio 2009.

### Incarichi ricoperti nelle precedenti legislature
- XII LEGISLATURA
  - Componente Giunta per il Regolamento.
  - Componente Commissione di Vigilanza per la biblioteca.
  - Componente I Commissione - Autonomia, Ordinamento Regionale, Rapporti con lo Stato, Riforma dello Stato, Enti Locali, Organizzazione regionale degli enti locali e del Personale-Polizia locale e rurale, Partecipazione Popolare
  - Componente III Commissione - Programmazione economica e sociale, Bilancio, Contabilità, Credito, Finanze e tributi, Demanio e patrimonio, Partecipazioni Finanziarie
  - Componente IV Commissione Assetto generale del territorio, Pianificazione territoriale regionale, Urbanistica, Viabilità e trasporti, Navigazione e porti, Edilizia, Lavori pubblici
- XI LEGISLATURA
  - Giunta regionale: Assessore regionale dei trasporti.
  - Ufficio di Presidenza: Segretario.
  - Componente IV Commissione - Assetto generale del territorio, Pianificazione territoriale regionale, Urbanistica, Viabilità e trasporti, Navigazione e porti, Edilizia, Lavori pubblici.